# Fondazione Telecom Italia
 (février 2022).
La Fondazione Telecom Italia est une fondation d'entreprise principalement déboursée[pas clair][Par qui ?], qui opère en Italie et dans les territoires où le Gruppo Telecom Italia est institutionnellement présent.

## Histoire
La Fondazione Telecom Italia a été créée le 24 décembre 2008, par une résolution du Conseil d'administration de Telecom Italia du 7 novembre 2008. Le fonds de gestion versé par le fondateur de Telecom Italia en 2009, année de lancement de la fondation, était égal à 5,6 millions d'euros[pertinence contestée].